# Sorbolongo
Sorbolongo is een plaats (frazione) in de Italiaanse gemeente Sant'Ippolito.